# The Mars Volta (album)
The Mars Volta è il settimo album in studio del gruppo musicale rock statunitense The Mars Volta, pubblicato nel 2022.

## Tracce
1. Blacklight Shine – 2:55
2. Graveyard Love – 3:14
3. Shore Story – 3:15
4. Blank Condolences – 3:27
5. Vigil – 3:14
6. Qué Dios Te Maldiga Mí Corazón – 1:41
7. Cerulea – 3:45
8. Flash Burns from Flashbacks – 2:38
9. Palm Full of Crux – 3:36
10. No Case Gain – 2:41
11. Tourmaline – 3:34
12. Equus 3 – 4:09
13. Collapsible Shoulders – 2:24
14. The Requisition – 4:12

## Formazione

### The Mars Volta
- Cedric Bixler-Zavala – voce
- Omar Rodríguez-López – chitarra, sintetizzatore
- Marcel Rodríguez-López - sintetizzatore
- Eva Gardner – basso
- Willy Rodriguez Quiñones – batteria

### Altri musicisti
- Leo Genovese – tastiera
- Daniel Diaz Rivera – percussioni

## Classifiche
| Classifica (2022) | Posizione raggiunta |
| ----------------- | ------------------- |
| Stati Uniti       | 83                  |